# Dawid Ogrodnik
Dawid Ogrodnik (Wągrowiec, 28 maggio 1986) è un attore polacco.

## Biografia
Diplomatosi all'Accademia Ludwik Solski, è noto internazionalmente per la sua partecipazione al film Ida del 2013, pellicola vincitrice nel 2015 del Premio Oscar per il miglior film straniero.

## Filmografia parziale

### Cinema
- Cisza, regia di Sławomir Pstrong (2010)
- Jesteś Bogiem, regia di Leszek Dawid (2012)
- Ida, regia di Paweł Pawlikowski (2013)
- Io sono Mateusz (Chce się żyć), regia di Maciej Pieprzyca (2013)
- Obietnica, regia di Anna Kazejak (2014)
- Disco polo, regia di Maciek Bochniak (2015)
- 11 minut, regia di Jerzy Skolimowski (2015)
- Ostatnia rodzina, regia di Jan P. Matuszyński (2016)
- O Grande Circo Místico, regia di Carlos Diegues (2017)
- Oleg, regia di Juris Kursietis (2019)
- Najmro: Il re dei ladri (Najmro: Kocha, kradnie, szanuje), regia di Mateusz Rakowicz (2021)
- Wszystkie nasze strachy, regia di Łukasz Gutt e Łukasz Ronduda (2021)
- Broad Peak - Fino alla cima, regia di Leszek Dawid (2022)
- Johnny - Una nuova vita (Johnny), regia di Daniel Jaroszek (2022)

### Televisione
- Detektywi - serie TV (2007)
- Zolnierze wykleci - serie TV (2008)
- Majka - serie TV (2009)
- Prawo Agaty - serie TV (2012)
- Pantano - serie TV (2018)

## Doppiatori italiani
Nelle versioni in italiano nelle opere in cui ha recitato, Dawid Ogrodnik è stato doppiato da:
- David Chevalier in Ida
- Davide Perino in Io sono Mateusz
- Gabriele Vender in Pantano
- Giuseppe Ippoliti in Johnny - Una nuova vita

## Riconoscimenti
- The Polish Film Awards:
  - 2014 - Miglior attore per Io sono Mateusz
- Polskie Nagrody Filmowe:
  - 2023 - Miglior attore per Johnny - Una nuova vita